# Александра Перишич
Александра Перишич (серб. Александра Перишић, нар. 2 липня 2002, Белград, Сербія) — сербська тхеквондистка, срібна призерка Олімпійських ігор 2024 року, чемпіонка Європейських ігор.

## Виступи на Олімпіадах
| Олімпіада  | Дисципліна | Місце |
| ---------- | ---------- | ----- |
| Париж 2024 | до 67 кг   | 2     |